# Шореш, Шмуэль
Шмуэль Шореш (ивр. שמואל שורש‎, при рождении Штернберг; 11 января 1913 года, Ровно, Волынская губерния, Российская империя — 13 ноября 1981 года, Израиль) — израильский политик, депутат кнессета четырёх созывов (3, 4, 5 и 6).

## Биография
Родился 11 января 1913 года в Ровно (Российская империя, в настоящее время — Украина). Его родителями были Яков Штернберг и Ципора, урождённая Буслик.
Штернберги переехали в Палестину в 1924 году, поселившись в Бальфурии. Учился в Ивритской школе «Реали» в Хайфе.
В 1927 году Шореш вступил в сионистское социалистическое движение «Ха-Ноар Ха-Овед». Участвовал в Хагане.
В 1934 году Шореш был назначен представителем Сельскохозяйственного центра Гистадрута в поселении Магдиэль. В том же году он женился на Ханне Бен-Давид.
Стал одним из основателей мошава Бейт-Шеарим в 1936 году. В 1945 году Шореш был избран председателем региональных советов Нахалаль и Кишон. Через три года был избран в секретариат мошавного движения.
В 1951 году принял участие в 23-м сионистском конгрессе в Иерусалиме.
В 1953 году Шореш возглавил экономический отдел в Министерстве сельского хозяйства Израиля. А уже через два года он впервые был избран в кнессет.
Шореш четыре раза избирался в кнессет, работая в экономическом отделе финансовой комиссии, комиссии по внутренним делам, а также домашней комиссии кнессета.
Публиковал свои статьи о сельском хозяйстве, экономике, законодательстве и кооперации в изданиях «Давар» и «ха-Поэль ха-Цаир».
Скончался 13 ноября 1981 года в Израиле. У Шореша было трое детей: Яков, Израэлла и Йехудит.